# Wonderland (Sarah McLachlan)
Wonderland è il nono album in studio della cantautrice canadese Sarah McLachlan, pubblicato nel 2016.
È il secondo album in studio natalizio dell'artista dopo Wintersong (2006).

## Tracce
1. The Christmas Song – 3:19
2. Angels We Have Heard on High – 3:39
3. Let It Snow – 3:05
4. White Christmas – 2:23
5. O Come All Ye Faithful – 3:21
6. Go Tell It on the Mountain – 2:34
7. Away in a Manger – 2:26
8. Winter Wonderland – 2:50
9. Huron Carol – 3:46
10. Silver Bells – 4:22
11. O Holy Night – 4:56